# قائمة أطول الأبنية في الدول العربية
فيما يلي قائمة أطول الأبنية في الدول العربية، حسب الارتفاع المسجل رسمياً:
| الترتيب | الاسم                                   | المدينة      | الارتفاع            | الدولة                   | الاستخدام        |
| ------- | --------------------------------------- | ------------ | ------------------- | ------------------------ | ---------------- |
| 1       | برج خليفة                               | دبي          | 828 م (2,717 قدم)   | الإمارات العربية المتحدة | استخدامات مختلفة |
| 2       | أبراج البيت                             | مكة          | 601 م (1,972 قدم)   | السعودية                 | فندق             |
| 3       | مارينا 101                              | دبي          | 425 م (1,394 قدم)   | الإمارات العربية المتحدة | فندق \ سكني      |
| 3       | برج الأميرة                             | دبي          | 414 م (1,358 قدم)   | الإمارات العربية المتحدة | سكني             |
| 4       | برج الحمراء                             | مدينة الكويت | 413 م (1,355 قدم)   | الكويت                   | استخدامات مختلفة |
| 5       | البرج الايقوني العاصمة الإدارية الجديدة | القاهرة      | 400 م (1,312 قدم)   | جمهورية مصر العربية      | اداري و فندقي    |
| 6       | مبنى هيئة السوق المالية                 | الرياض       | 385 م (1,263 قدم)   | المملكة العربية السعودية | مكاتب            |
| 7       | برج محمد بن راشد                        | أبو ظبي      | 381 م (1,250 قدم)   | الإمارات العربية المتحدة | سكني             |
| 8       | إيليت ريزيدنس                           | دبي          | 380.5 م (1,248 قدم) | الإمارات العربية المتحدة | سكني             |
| 9       | بوليفارد                                | دبي          | 370 م (1,214 قدم)   | الإمارات العربية المتحدة | استخدامات مختلفة |
| 10      | برج الماس                               | دبي          | 360 م (1,181 قدم)   | الإمارات العربية المتحدة | مكاتب            |
| 11      | برج أحمد عبد الرحيم العطار              | دبي          | 356 م (1,168 قدم)   | الإمارات العربية المتحدة | فندق             |
| 12      | جيه دبليو ماريوت ماركيز (دبي) البرج 1   | دبي          | 355 م (1,165 قدم)   | الإمارات العربية المتحدة | فندق             |
| 12      | JW Marriott Marquis دبي البرج 2         | دبي          | 355.4 م (1,166 قدم) | الإمارات العربية المتحدة | فندق             |
| 12      | جيه دبليو ماريوت ماركيز (دبي) Tower 1   | دبي          | 355.4 م (1,166 قدم) | الإمارات العربية المتحدة | فندق             |
| 14      | برج مكتب الإمارات                       | دبي          | 354.6 م (1,163 قدم) | الإمارات العربية المتحدة | مكاتب            |
| 15      | شعلة مارينا                             | دبي          | 336.8 م (1,105 قدم) | الإمارات العربية المتحدة | سكني             |